# Torre de água de Dahl

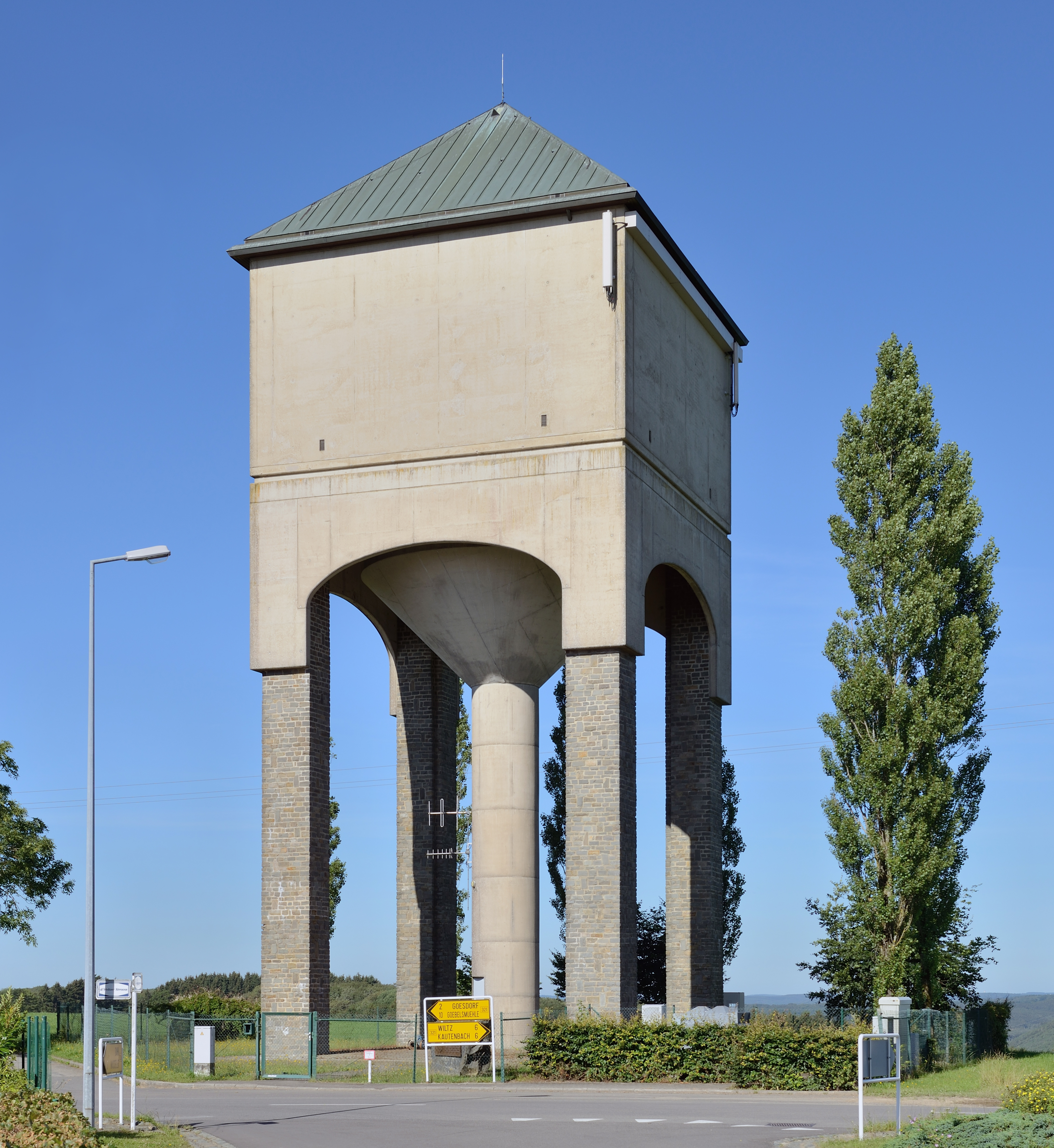
A torre de água de Dahl.

A torre de água Dahl está localizada a oeste da cidade de Dahl (comuna de Goesdorf) do Luxemburgo, no cruzamento da CR321A (Duerfstrooss) e CR321 (de Wëltzer Strooss).
Ela fornece água potável para as aldeias de Dahl, Goesdorf, Nocher, Bockholtz e Masseler.
A torre de água está localizada a uma altitude de 494 m. Tem uma altura de 29 m e o seu reservatório tem uma capacidade de 250 m³.
A torre, que é quadrada, carrega um telhado coberto com forma de cobre piramidal. A piscina de água é baseada em quatro pilares construído em pedras de xisto. Na base da torre, há uma placa sobre um bloco de xisto para obter informações sobre as características principais da construção.

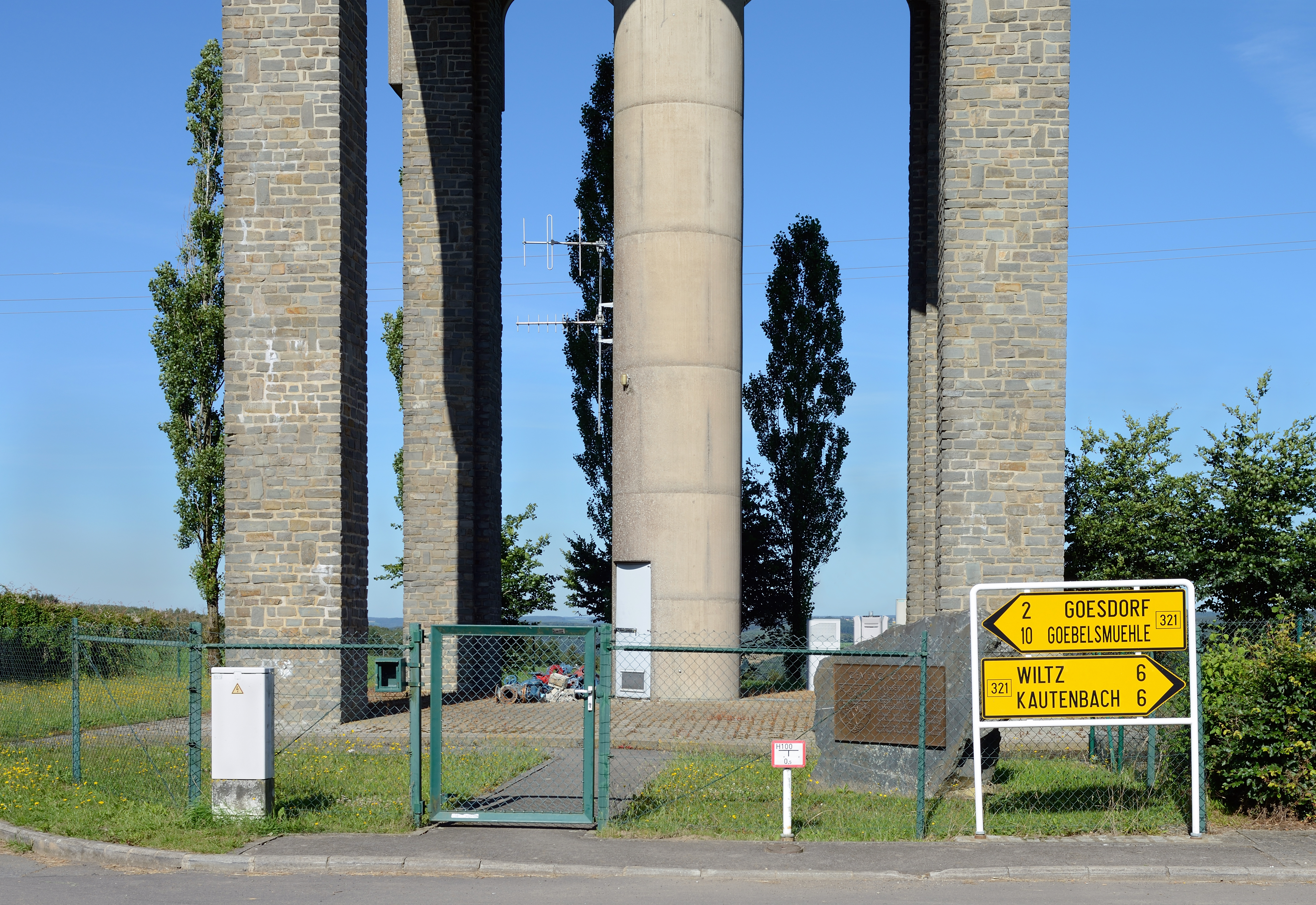
Base da torre de água de Dahl.

A torre de água foi construída em 1985 pela empresa de construção Fränz-a-Jang-Agnes de Ettelbruck.

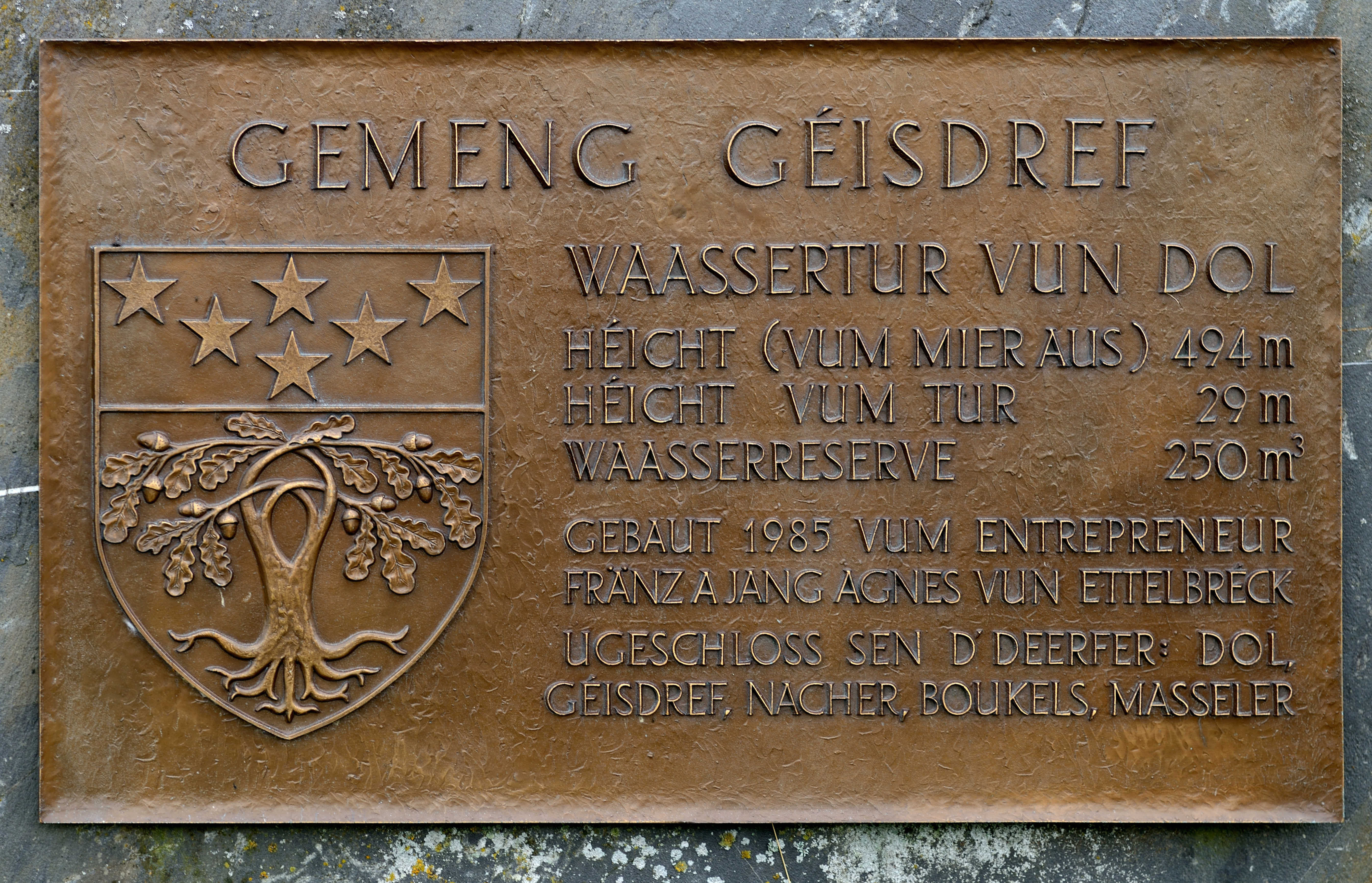
A placa de informações aos pés do edifício.